# Слупя Конецка (гмина)
Слупя Конецка (пол. Słupia Konecka) — сельская гмина в Польше, входит как административная единица в Коньский повет, Свентокшиское воеводство. Административным центром гмины является село Слупя.

## История
Гмина несколько раз меняла названия. До 1954 года называлась гмина Пиянув; в 1973—99 — гмина Слупя, в 1999—2017 — гмина Слупя (Конецка). Несмотря на то, что до 1954 года название гмины происходило от села Пиянув, административным центром всё время была Слупя.
В межвоенном двадцатилетии гмина Пиянув относилась к Коньскому повету Келецкого воеводства. 1 апреля 1939 года гмина, разом с большей частью повета передана Лодзинскому воеводству. После войны некоторое время оставалась та же административная принадлежность, но уже 6 июля 1950 года гмина, вместе со всем поветом, была возвращена в состав Келецкого воеводства.
По состоянию на 1 июля 1952 года, гмина состояла из 21 громады: Бялы-Луг, Будзислав, Червона-Воля А, Червона-Воля В, Хуциско, Якимовице, Якимовице-Колония, Мнин, Ольшувка, Пяски, Пиянув, Пильчица, Радванув, Радванув-Колония, Руда-Пильчицка, Рудники, Рытлув, Скампе, Слупя, Вулька и Заострув.
Гмина была расформирована 29 сентября 1954 года, в соответствии с реформой, вводившей деление на громады вместо гмин. После воссоздания гмин с 1 января 1973 года гмина была воссоздана под новым названием, гмина Слупя, в том же повете и воеводстве.
В 1975—1998 годах гмина относилась к новому Келецкому воеводству. До конца 2017 года это была одна из двух польских гмин, часть официального названия которых писалась в скобках — единственная оставшаяся гмина Добра (Щецинская).

## Структура поверхности
По данным 2002 года гмина Слупя Конецка занимает площадь 105,66 км², в том числе:
- земли сельхозназначения: 60 %
- лесные земли: 34 %

Гмина составляет 9,27 % площади повета.

## Демография
Данные на 30 июня 2004 года:
| Позиция                           | Всего   | Всего | Женщины | Женщины | Мужчины | Мужчины |
| --------------------------------- | ------- | ----- | ------- | ------- | ------- | ------- |
|                                   | человек | %     | человек | %       | человек | %       |
| население                         | 3641    | 100   | 1770    | 48,6    | 1871    | 51,4    |
| плотность населения (жителей/км²) | 34,5    | 34,5  | 16,8    | 16,8    | 17,7    | 17,7    |

- Демографическая пирамида жителей гмины в 2014 году[12].

## Соседние гмины
Фалкув, Красоцин, Лопушно, Пшедбуж, Радошице

## Населённые пункты в составе гмины
Сёла
- Баня
- Бялы-Луг
- Будзислав
- Червона-Воля
- Червона-Воля-Колония
- Хуциско
- Мнин
- Ольшувка-Пильчицка
- Пяски
- Пиянув
- Пильчица
- Радванув
- Радванув-Колония
- Руда-Пильчицка
- Рытлув
- Скампе
- Слупя
- Шведы
- Вулька
- Заострув

Колония
- Мокры-Лас

Хутор
- Нова-Весь

Лесные хутора
- Букове
- Кадлуб
- Нивки

Выселки
- Бялы-Луг-Колония
- Благодаць
- Бжезина
- Букове
- Габриэлув
- Каетанув
- Конрадув
- Малик
- Могельница
- Мокре
- На-Ставках
- Подволе
- Пиянув-Колония
- Пжимусув
- Скампе-Друге
- Слёмяна
- Зофиювка